# Dutton (Montana)
Dutton és una població dels Estats Units a l'estat de Montana. Segons el cens del 2000 tenia 389 habitants.

## Demografia
Segons el cens del 2000, Dutton tenia 389 habitants, 158 habitatges, i 111 famílies. La densitat de població era de 484,5 habitants per km².
Dels 158 habitatges en un 31,6% hi vivien nens de menys de 18 anys, en un 61,4% hi vivien parelles casades, en un 5,1% dones solteres, i en un 29,7% no eren unitats familiars. En el 26,6% dels habitatges hi vivien persones soles el 17,7% de les quals corresponia a persones de 65 anys o més que vivien soles. El nombre mitjà de persones vivint en cada habitatge era de 2,46 i el nombre mitjà de persones que vivien en cada família era de 2,99.
Per edats la població es repartia de la següent manera: un 27,5% tenia menys de 18 anys, un 3,1% entre 18 i 24, un 26,7% entre 25 i 44, un 25,2% de 45 a 60 i un 17,5% 65 anys o més.
L'edat mediana era de 41 anys. Per cada 100 dones de 18 o més anys hi havia 89,3 homes.
La renda mediana per habitatge era de 34.063 $ i la renda mediana per família de 43.068 $. Els homes tenien una renda mediana de 31.563 $ mentre que les dones 16.250 $. La renda per capita de la població era de 14.638 $. Aproximadament l'11,3% de les famílies i el 8% de la població estaven per davall del llindar de pobresa.

## Poblacions més properes
El següent diagrama mostra les poblacions més properes.